# 古加尼
古加尼（1982年5月26日—），綽號黑旋風，馬來西亞籃球教練、前男子籃球運動員，華、印混血兒。2003年至2008年間就讀中華人民共和國華僑大學時，代表籃球校隊角逐中國大學生籃球聯賽（CUBA）。在隊上與同樣來自馬來西亞的隊友陳利偉、彭惠聰合稱南洋三少，又或是與隊友張佳濱、陳榮仁及陳利偉合稱四大金剛。他在大學及研究生六年期間，率隊贏得五次CUBA冠軍，包括2005至2008年間的四連冠，並且直到2019年前保有著CUBA歷史助攻王的榮譽。除CUBA外，2008年還代表華僑大學贏得亞洲大學籃球錦標賽及賽事最有價值球員。
從華僑大學畢業後，他在2009年加盟了競逐東南亞職業籃球聯賽（ABL）的馬來西亞首支職業籃球隊吉隆坡猛龍，於此效力了四個賽季。2017年時效力於馬來西亞職業籃球聯賽富農化工隊，並贏得當年冠軍。2018年起，他依序執教於中國全國男子籃球聯賽（NBL）江蘇國立雄獅籃球俱樂部與北京雄鹿籃球隊、太原理工大学籃球隊，以及馬來西亞國家男子籃球隊。

## 球員生涯
古加尼出生於馬來西亞，15歲時才接受正式籃球訓練。訓練一年後，他在全國U16林文澤盃有所表現，令他入選了2000年亞洲U18青年籃球錦標賽馬來西亞國家隊。2001年，他代表雪蘭莪州在全國元首杯出賽，最後雪蘭莪州奪得第四名，他一人獨攬得分王、籃板王、最佳防守球員以及元首杯MVP。
2002年，古加尼隨著蕉賴11哩福建公會赴中華人民共和國福建省交流、比賽，因而被華僑大學相中，並說服了隊友陳利偉與彭惠聰一同赴中國留學、打球。2003年，古加尼甫就讀華僑大學，便率隊贏得CUBA冠軍，華大香港校友會為此替他於校園中打造了一尊銅像。翌年華大於CUBA八強賽遭當屆冠軍華中科技大學淘汰，之後自2005年起到2008年為止，古加尼與隊友締造了CUBA唯一一次的四連冠，並且2008年除了在CUBA奪冠外，還贏得亞洲大學籃球錦標賽，而且古加尼個人獲選了亞大籃MVP。
古加尼六年的CUBA生涯裡，五次奪冠，並且留下161次搶斷及307次助攻，其中307次助攻佔據歷史助攻王多年，直到2019年被袁堂文超越。他多年的CUBA生涯令其一度被中國男子籃球職業聯賽山西隊看中，但是因為必須占用外援名額而無法成真。
畢業後，古加尼先是在山西、廣東及福建等地打企業比賽，有時抽空回馬來西亞打球。再於2009年ABL成立後，加入了馬來西亞首支職業籃球隊吉隆坡猛龍，為吉隆坡猛龍隊效力了四個賽季後，古加尼有感於球隊過於依賴外援，忽視了本土球員，故而離隊。四個賽季下來，他共出賽80場，取得了場均5分、2.8助攻及1.1抄截的成績。
離開ABL後，古加尼時常去中國替企業籃球隊比賽，有時也舉辦籃球訓練營。另外於2014年代表了906馬六甲參加馬來西亞工商籃球聯賽，以及於2017年加盟大马职业篮球联赛（MPL）富農化工隊，並贏得當年冠軍。

## 教練生涯
古加尼於2018年收到中國全國男子籃球聯賽（NBL）江蘇國立雄獅籃球俱樂部邀請面試後，便前去嘗試並順利獲聘為總教練，翌年江蘇雄獅隊因為經濟問題解散，於是他在3月份加入NBL北京雄鹿隊擔任助理教練。2019年7月，轉任太原理工大學籃球隊總教練，其後連續兩年率太原理工大學闖進CUBA八強。
一直到古加尼2022年3月出任馬來西亞國家隊總教練，率隊參加2021年東南亞運動會，同年裡他也執教馬六甲籃球俱樂部角逐大馬U23發展聯盟，並在2023年從小組賽到季後賽十場比賽全勝贏得聯賽冠軍。

## 外部連結
- 古加尼在fiba.basketball（英语）
- 古加尼在archive.fiba.com（存檔）（英语）
- 古加尼在Eurobasket.com（球員）（英语）
- 古加尼在RealGM（球員）（英语）
- 古加尼在Eurobasket.com（教練）（英语）